# Грязнуха (нижний приток Иловли)
Грязнуха  — река в России, протекает по Камышинскому району Волгоградской области. Левый приток Иловли, бассейн Дона.

## География
Грязнуха начинается юго-западнее села Воднобуерачное, примерно в 10 км от Волги. В верховьях запружена. Течёт на запад. На левом берегу село Верхняя Грязнуха, ниже на правом — Усть-Грязнуха. Ниже села Грязнуха впадает в Иловлю в 301 км от устья последней. Длина реки составляет 24 км, площадь водосборного бассейна — 228 км².

## Данные водного реестра
По данным государственного водного реестра России относится к Донскому бассейновому округу, водохозяйственный участок реки — Иловля, речной подбассейн реки — Дон между впадением Хопра и Северского Донца. Речной бассейн реки — Дон (российская часть бассейна).
Код объекта в государственном водном реестре — 05010300412107000009287.